# Miramont-Sensacq
Miramont-Sensacq è un comune francese di 380 abitanti situato nel dipartimento delle Landes nella regione della Nuova Aquitania.

## Società

### Evoluzione demografica
Abitanti censiti